# RhB ABe 4/4 (Réseau de base)
Les ABe 4/4 sont des automotrices des chemins de fer rhétiques, mises en service en 1939 et 1940. Au nombre de quatre, numérotées 501 à 504, elles étaient désignées BCe 4/4 avant 1956.

## Histoire
Dans les années 1930, il apparut que les trains mixtes lourds, s'arrêtant en de nombreux endroits pour manœuvrer, et remorqués par des Ge 6/6 limitées à 55 km/h, pourraient difficilement faire face à la concurrence routière. Un nouveau concept – des trains légers, rapides et directs – devait apparaître sur les lignes de Davos et de l'Albula. Les RhB commandèrent quatre automotrices et huit voitures, toutes en acier et de construction légère, pour assurer un service appelé Fliegender Rhätier ("le rhétique volant").
Cet essai fut peu concluant, d'une part parce que les trains étaient trop courts pour satisfaire la demande, et d'autre part à cause des automotrices qui s'avérèrent peu fiables. Les Ge 4/4 I de 1947, plus solides, donnèrent plus de satisfaction.

## Caractéristiques
Conçus pour le réseau de base électrifié en 11 kV 16 2/3 Hz, ces engins pesaient 39 t, pouvaient atteindre une vitesse de 65 km/h et développer une puissance de 440 kW à 44 km/h. La partie mécanique provenait de la SWS, la partie électrique de BBC et MFO.
Les automotrices présentaient une innovation par rapport aux matériels précédents : les moteurs série MFO à courant monophasé étaient tellement petits qu'il fut pour la première fois possible de les loger directement dans les bogies et d'installer une transmission BBC à ressorts. On pouvait donc se passer de bielles.
Leur construction très légère fut toutefois à l'origine de nombreux problèmes.

### Modifications
- À la suite de divers incidents, les automotrices furent modifiées dès 1946 aux ateliers de Landquart. Les bogies furent renforcés, la transmission fut équipée de roulements à rouleaux à la place des paliers lisses et les moteurs de traction reçurent une ventilation forcée. Le frein à vide fut remplacé par un frein à air commandé par un circuit de vide, et un frein direct fut ajouté. Sur le plan électrique, le contacteur traction MFO fut remplacé par un graduateur SAAS. Les passerelles d'intercirculation furent également remplacées.

- Entre 1968 et 1971, les cabines furent modernisées, la commande en unités multiples installée (avec des coupleurs du côté de la première classe seulement) et les soufflets supprimés.

- De 1982 à 1984, les automotrices furent modifiées pour circuler en réversibilité, avec de légères modifications des cabines et des freins et la réinstallation d'un soufflet côté cabine I.

- En 1997, la n° 503 fut transformée à titre expérimental en voiture-pilote, en raison de son mauvais état qui la rendait inutilisable en service normal. L'essai fut décevant, les 503 et 504 furent détruites en 1998.

## Services assurés
Une fois les problèmes résolus, les quatre automotrices purent assurer des trains de voyageurs légers. Dès 1982, elles furent utilisées en réversibilité avec les voitures-pilotes BDt 1721–23. Des trains formés d'une ABe 4/4, une voiture intermédiaire (voitures à accès central AB 1515, 1516 et B 2338) et une voiture-pilote ont circulé sur la ligne de l'Engadine entre Pontresina et Samedan, parfois entre Davos et Filisur. 
Les trois voitures-pilotes furent converties en 1991, 1994 et 1999 pour commander les Ge 4/4 I. Les automotrices furent donc modifiées en 1990 pour circuler en unités multiples entre elles (ajout d'une prise supplémentaire du côté première classe), afin de pouvoir former une rame avec deux automotrices encadrant une voiture. Ce service prit fin avec l'ouverture du Tunnel de la Vereina en 1999 et la mise en place des horaires NEVA Retica.
Les 502, 503 et 504 furent réformées à la fin des années 1990 puis détruites. La 501 est préservée, elle assure des trains spéciaux dans la haute-Engadine.

## Livrée
Les BCe 4/4, ainsi que les huit voitures à accès central, sont les premiers véhicules rouges des RhB. Elles ont, pendant près de quarante ans, arboré cette livrée avec des marquages "RhB" en lettre schromées. Les chiffres de classe (2 et 3) étaient également chromés, jusqu'à la suppression de la troisième classe en 1956. Les chiffres 1 et 2 furent alors peints au même endroit. Vers 1978, la 502 reçut une nouvelle livrée avec des bandeaux dorés et le nouveau logo RhB. Entre 1982 et 1984, les emplacements pour les soufflets côté cabine II (deuxième classe) furent retirés. Des bandeaux blancs firent leur apparition, les portes furent repeintes en gris argenté. La 501, révisée en dernier, porte les inscriptions Rhätische Bahn (côté gauche) et Ferrovia retica (côté droit).

## Liste des ABe 4/4
| Numéro | Mise en service | Commande multiple installée le | État                                            |
| ------ | --------------- | ------------------------------ | ----------------------------------------------- |
| 501    | 7.12.1939       | R3 17.02.1984                  | Préservée                                       |
| 502    | 11.12.1939      | R3 20.05.1983                  | réformée en janvier 2000, détruite en août 2002 |
| 503    | 6.2.1940        | R3 28.01.1982                  | détruite en août 1998                           |
| 504    | 5.3.1940        | R3 ...10.1982                  | détruite en août 1998                           |